# Stipa bigeniculata
Stipa bigeniculata là một loài thực vật có hoa trong họ Hòa thảo. Loài này được Hughes miêu tả khoa học đầu tiên năm 1922.